# Stade Municipal de Pointe-Noire
El Stade Municipal de Pointe Noire hasta 2007 llamado Stade Casimir M'voulalea, es un estadio multiusos localizado en la ciudad de Pointe Noire, en la República del Congo. El recinto inaugurado en 1975 posee una capacidad para 13.594 personas. Fue remodelado en 2006 y reinaugurado el 17 de enero de 2007 para la celebración del Campeonato Juvenil Africano de 2007.
Se utiliza para partidos de fútbol y acoge partidos de la Selección de fútbol de la República del Congo y de los clubes locales AS Cheminots, Vita Club Mokanda y Munisport de Pointe Noire que disputan la Liga nacional de fútbol.